# All-High Stadium
O All-High Stadium (Robert E. Rich All-High Stadium) é um estádio de futebol em Buffalo, Nova York . Foi inaugurado em 1926 e recebeu a dedicação do Dia da Memória em 29 de maio de 1929. O estádio foi modelado a partir dos clássicos estádios de futebol europeus da época. Faz parte do complexo da Bennett High School . É delimitada pelo colégio e pela rua principal a noroeste, a Manhattan Avenue a nordeste, a Hill Street a sudeste e a Mercer Avenue a sudoeste.

## História

### Clubes
O All-High Stadium é a casa atual do time FC Buffalo da NPSL . Anteriormente, serviu como campo de jogo para o Buffalo Storm da United Soccer League em 1984. Foi utilizado pelas equipes de futebol masculino e feminino do Medaille College até a temporada  2017–18. Foi utilizado também como casa do Queen City FC. 

### Renovação
As reformas no estádio foram concluídas em 2007. Como resultado, o estádio perdeu muito de sua aparência de filme dos anos 30 durante as reformas. Atualmente, o All-High está configurado para um ambiente mais intimista de quase 5.000 espectadores, 4.500 dos quais são assentos cobertos.
Em 2010, o All-High Stadium era um dos três estádios de ensino médio em uso regular na cidade de Buffalo, juntamente com um no Riverside Institute of Technology  e o outro sendo o Johnnie B. Wiley Field no War Memorial Stadium .